# Julien Desprès

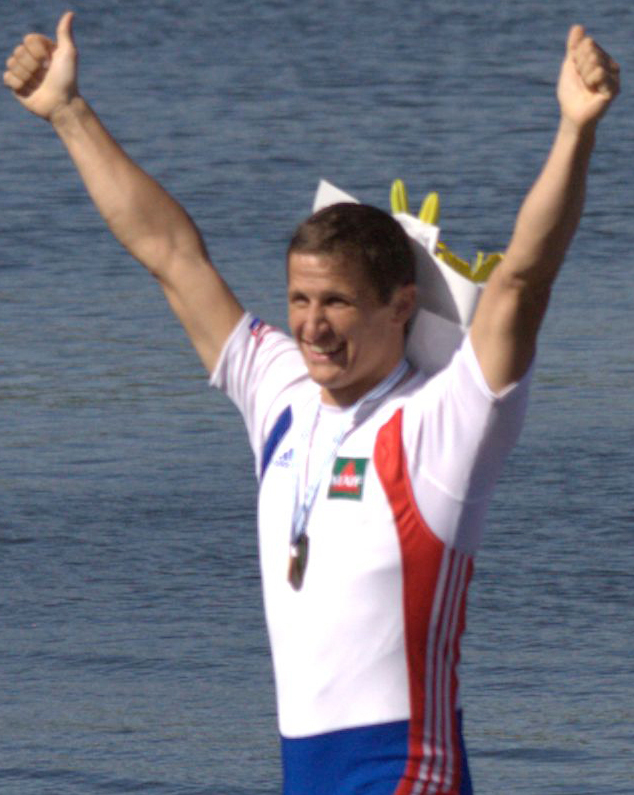
Julien Desprès

Julien Thierry Desprès (* 12. Mai 1983 in Clamart) ist ein ehemaliger französischer Ruderer. Er gewann 2008 eine olympische Bronzemedaille im Vierer ohne Steuermann. Zwei Jahre später war er Weltmeister in der gleichen Bootsklasse.

## Sportliche Karriere
Desprès gewann bei den Junioren-Weltmeisterschaften 2000 die Silbermedaille im Doppelvierer, 2001 wurde er Siebter im Einer. 2002 gewann er den Titel im Doppelvierer bei den U23-Weltmeisterschaften und belegte in der gleichen Bootsklasse den zwölften Platz bei den Weltmeisterschaften in Sevilla. 2003 erruderte er die Bronzemedaille im Doppelzweier bei den U23-Weltmeisterschaften.
Nach zwei wenig erfolgreichen Jahren war er 2006 dabei, als ein neuer Vierer ohne Steuermann gebildet wurde mit Julien Desprès, Germain Chardin, Benjamin Rondeau und Dorian Mortelette. Dieser Vierer belegte den sechsten Platz bei den Weltmeisterschaften 2006 in Eton und 2007 in München. In der gleichen Besetzung trat der Vierer auch bei den Olympischen Spielen 2008 in Peking an und erkämpfte die Bronzemedaille hinter Briten und Australiern. Bei den Europameisterschaften 2008 gewann Desprès zusammen mit Julien Bahain den Titel im Doppelzweier.
2009 trat der französische Vierer ohne Steuermann in der Besetzung Julien Desprès, Jean-David Bernard, Benjamin Rondeau und Laurent Cadot an. Diese Crew belegte den fünften Platz bei den Weltmeisterschaften in Posen. Bei den Europameisterschaften 2009 trat Desprès mit dem Achter an und gewann die Bronzemedaille. 2010 belegten Jean-Baptiste Macquet, Germain Chardin, Julien Desprès und Dorian Mortelette den fünften Platz im Vierer bei den Europameisterschaften. Die Weltmeisterschaften 2010 fanden Anfang November auf dem Lake Karapiro in Neuseeland statt. Dort siegten die Franzosen vor den Griechen und den Neuseeländern. Bei den Weltmeisterschaften 2011 erreichte der französische Vierer mit den gleichen Ruderern wie im Vorjahr nur das C-Finale und belegte den 13. Platz. Im Jahr darauf misslang auch der Versuch, sich bei der letzten Qualifikationsregatta noch für die Olympischen Spiele in London zu qualifizieren. Die ersten beiden Boote durften zu den Olympischen Spielen, die Franzosen belegten den dritten Platz, wobei Desprès als einziger aus dem Weltmeisterboot noch dabei war. Bei den Europameisterschaften 2012 belegte Desprès mit dem französischen Vierer den sechsten Platz, wobei das Boot gegenüber der misslungenen Olympiaqualifikation wieder auf drei Positionen umbesetzt worden war.
2013 ruderte Desprès im französischen Achter und erreichte den vierten Platz bei den Europameisterschaften und den sechsten Platz bei den Weltmeisterschaften. 2015 belegte der französische Achter sowohl bei den Europameisterschaften als auch bei den Weltmeisterschaften den fünften Platz. 2015 trat Julien Sesprès noch einmal im Vierer ohne Steuermann an, verpasste aber sowohl bei den Europameisterschaften als auch bei den Weltmeisterschaften das A-Finale.
Der 1,87 m große Julien Desprès startete für SN Bergarac.